# Vincenzo de Romita
Vincenzo de Romita (Bari, 23 maggio 1838 – Bari, 9 maggio 1914) è stato un naturalista italiano.

## Biografia
Barese di nascita, ma formatosi presso la Reale Accademia delle scienze fisiche e matematiche di Napoli, de Romita fu professore di scienze naturali presso il Regio Istituto Tecnico e Nautico di Bari
Riconosciuto esperto dell'avifauna pugliese, de Romita realizzò un'importante collezione naturalistica (ancora esistente) unitamente ad una raccolta di reperti neolitici del barese poi ceduta al Museo archeologico della Provincia di Bari. Per realizzare quest'ultima esplorò diverse grotte e formazioni carsiche fra cui il Pulo di Molfetta. La collezione naturalistica, successivamente donata alla sua scuola, contava alla sua morte circa tremila esemplari.
Pubblicò numerosi testi dedicati allo studio della fauna pugliese ed un lavoro illustrato sui reperti neolitici: Gli avanzi antistorici della Provincia di Bari. La pubblicazione Materiali per una fauna barese (1900), che scrisse per l'opera in tre volumi La Terra di Bari sotto l'aspetto storico, economico e politico, fu premiata all'Esposizione Universale di Parigi del 1900 con la medaglia d'oro. Ebbe rapporti epistolari o personali con studiosi del tempo, fra cui Achille Costa, Giacinto Martorelli, Ettore Arrigoni degli Oddi ed Enrico Hillyer Giglioli. Con quest'ultimo ebbe una fitta corrispondenza dal 1875 al 1885, incontrandolo in diverse occasioni. Nei Materiali per una fauna barese, de Romita ricordava una visita di Enrico Hillyer Giglioli avvenuta presumibilmente nel 1884.
Achille Costa nella sua Relazione di un viaggio nelle Calabrie fatto nella state del 1876 così rievoca alcune ore trascorse a Bari con de Romita:
"Partito da Napoli la sera dell'11 luglio per ferrovia, mi fermai in Bari il 12, essendo assai poco comodo tirar diritto per la regione calabra. Le poche ore che rimasi in detta città le passai in compagnia del Sig.Vincenzo de Romita, già alunno della nostra Università ed ora professore di Storia Naturale in quell'Istituto Tecnico, il quale con molto zelo si occupa della raccolta di quanto di più interessante e di particolare quella provincia gli offre: oggetti che potetti osservare altri nel gabinetto dell'Istituto, altri nelle sue particolari collezioni. Di uccelli per esempio vi si notavano varie specie non facili ad approdare nell'Italia meridionale. Di Rettili avea la varietà del Coluber leopardinus descritta da Pallas col nome di Col. lineatus. Fra Pesci era notevole un feto di Squalo bicefalo, mostruosità non frequente in tale classe di Vertebrati. Infine tra insetti vi era la Ciccindela dilacerata, D.c.j., che compariva per la prima volta nella Fauna delle provincie napoletane. Vincenzo de Romita fu preside incaricato dell'istituto, che nel frattempo aveva cambiato il nome in Pitagora, nel 1906-1907.Morì a Bari nel suo appartamento di via Piccinni la mattina del 9 maggio 1914, per un infarto.

## Opere
- Gli avanzi antistorici della Provincia di Bari, Stabilimento tipografico Cannone, Bari, 1876.
- Avifauna pugliese. Catalogo sistematico degli uccelli osservati in Puglia.[8] "Annuario del Regio Istituto Tecnico e Nautico di Bari”, Anno 1883 vol. II, Stabilimento tipografico Cannone, Bari, 1884, pp. 62–205; ried. Forni, Sala bolognese, 1978.
- Aggiunte all'ornitologia pugliese, "Annuario del Regio Istituto Tecnico Nautico di Bari, anno 1889", vol. VIII, Stabilimento tipografico Cannone, Bari, 1890, pp. 5–34.
- Nuove Aggiunte all'ornitologia pugliese,” Annuario del Regio Istituto Tecnico e Nautico di Bari, Anno 1899, vol. XVIII, Premiato Stabilimento tipografico Avellino & C., Bari, 1900, pp. 7–18.
- Materiali per una fauna barese, in Saverio La Sorsa (a cura di), La Terra di Bari sotto l'aspetto storico, economico e naturale, vol. III, Vecchi, Trani, 1900, pp. 245–338; ried. Levante editori, Bari, 1986.